# C’Chartres Métropole Basket
El C’Chartres Métropole Basket, conocido hasta 2024 como C' Chartres Basket Masculin, es un equipo de baloncesto francés con sede en la ciudad de Chartres, que compite en la Pro B, la segunda división de su país. Disputa sus partidos en Le Colisée, con capacidad para 4.186 espectadores.

## Historia

### Primeros años (1998-2004)
En los años 1990, la Comunidad de aglomeración de Chartres quería albergar un gran club de baloncesto. El Jeanne d'Arc de Chartres jugó durante muchas temporadas en la NM3 (5ª división del baloncesto francés), pero entró en declive tras su descenso a la Régionale 1 (7ª división del baloncesto francés). Las autoridades de baloncesto de Chartres prepararon la fusión de varios clubes. En 1998, JA Chartres, SCL Barjouville y CS Mainvilliers llegaron a un acuerdo y se unieron bajo el nombre de Union Basket Grand Chartres. El primer presidente fue Jean-Pierre Gouyer. El objetivo era reunir a los mejores jugadores de estos clubes para jugar a un alto nivel.
Al final del primer año (temporada 1998-1999), el club recién creado consiguió el ascenso a la NM3. Después de estar cerca del ascenso a la NM2 (4ª división del baloncesto francés) en la temporada 1999-2000 al quedar segundos, el UBGC descendió a la Régionale 1. En 2004, bajo la nueva presidencia de Jean-Léon Piat, el SCL Barjouville se separó del UBGC, pasándose a denominar el club como Union Basket Chartres Métropole.

### Dos ascensos consecutivos (NM2 en 2010 y NM1 en 2011)
En la temporada 2004-2005 (la 1ª bajo su nuevo nombre), el UBCM ascendió a la NM3. Durante los siguientes cinco años, el UBCM obtuvo buenos resultados en la NM3: 5º en la temporada 2005-2006, luego 3º (temporada 2006-2007), 2º (temporada 2007-2008) y 1º (empatado con otro club) en la temporada 2008-2009. En la temporada 2009-2010, el equipo quedó primero de su grupo (grupo F) y ascendió a la NM2 por 1ª vez en su historia.
La temporada 2010-2011 fue una gran temporada para el club, ya que el equipo disputó los play-offs de ascenso a la NM1 (3ª división del baloncesto francés) tras quedar 1º de su grupo. Se enfrentaron al mejor de tres partidos contra el segundo del otro grupo, el BC Gries Oberhoffen. El equipo perdió el primer encuentro por 95-86 pero ganaron los dos siguientes por 72-62 y 72-61, lo que significó que el club ascendía por 1ª vez en su historia a la NM1, consiguiendo la gesta de dos ascensos consecutivos, permaneciendo de esta manera solo una temporada en la NM2. En la Final-Four por el título de la NM2, el equipo fue derrotado en semifinales por 78-86 contra el a la postre campeón, el Cognac BB.

### Consolidación en la NM1 (2011-2017) y ascenso a la Pro B (2018)
En su 1ª temporada en la NM1 (2011-2012), el UB Chartres Métropole quedó 14º y por tanto debió descender, pero continuó en la NM1, ya que les repescaron por la liquidación del Étendard de Brest. En la temporada 2012-2013, el UBCM contó con dos equipos a nivel nacional (NM1 y NM3), gracias al campeonato Pré-Nationale que consiguió el equipo filial. Raphaël Gaume fue el entrenador del primer equipo en la temporada 2012-2013. El UBCM quedó 11º con el mismo n.º de victorias que de derrotas (17) en 34 partidos, lo que le dio derecho a permanecer una temporada más en la NM1 (3ª en total).
En la siguiente temporada (2013-2014), el club llevó a cabo una importante remodelación del equipo para aspirar a los play-offs, pero, tras tres años luchando por mantenerse en la NM1, el UBCM terminó 14º, descendiendo de esta manera a la NM2. El equipo cosechó demasiadas derrotas en casa contra rivales directos, lo que le empujó al descenso. Aun así, el UBCM se mantuvo en la NM1. El presidente del club, Jean-Léon Piat, consiguió la plaza que quedó libre tras la fusión del Sorgues BC y del ES Avignon.
Philippe Namyst fue nombrado nuevo entrenador del UBCM por una duración de dos años. Fue elegido dos veces mejor entrenador de la NM1, una con el Lille Métropole Basket Clubs en 2009 y otra con el BC Orchies en 2013, en ambos casos consiguiendo el ascenso a la Pro B. 
Después de terminar 14.º en la temporada 2013-2014, el UB Chartres hizo una limpieza de la plantilla y solo mantuvo a dos jugadores. Con una buena plantilla sobre el papel, con jugadores con una gran experiencia en la NM1 como Romain Malet, el lituano Pridotkas, el gigante Olivier Gouez (2,20 m) o Tony Stanley que con 37 años había jugado ocho temporadas en la Pro A, el UBCM aspiraba a algo más que la permanencia. En esa temporada 2014-2015, terminar en el Top 5 de la liga no estaba tan lejos para el equipo, ya que eran el 6º presupuesto de la liga (900.000 €). Aparte de las victorias, el público también quería ver espectáculo.
Comandados por el estadounidense Jason Rowe, el equipo quedó 5º empatado a victorias con el 2º (23-11). En los play-offs de cuartos de final, el UBCM eliminó por 2-0 (79-82; 85-60) al FC Mulhouse Basket (6º). En su 1ª participación en unos play-offs de la NM1, el equipo consiguió el billete para la Final-Four organizada por el JA Vichy, que les eliminó en semifinales (85-67), antes de conseguir el ascenso a la Pro B.
Para la temporada 2015-2016, continuó un 70% del equipo del año anterior. La 1ª parte de la temporada fue complicada, siendo la 2ª parte mejor, pero aun así, el equipo no logró clasificarse para los play-offs, quedando 10º en la clasificación, a una sola victoria de los play-offs y a dos del descenso. En la temporada 2016-2017, un 80% del equipo era nuevo, sólo continuaron los históricos Gautier Lemon (9ª temporada en el club) y Damien Pistre (4ª temporada en el club). El equipo finalizó 9º en temporada regular (inicialmente quedaron 10º, pero tras la pérdida de puntos del 7º clasificado, el BC Orchies, subieron un puesto en la clasificación) por lo que consiguió billete para los play-offs, siendo derrotados en cuartos de final por el UJAP Quimper.
Para la temporada 2017-2018, el presidente del club, Jean-Léon Piat, anunció: «Esta temporada aspiramos como mínimo a quedar entre los cinco primeros, ya que es el 20° aniversario de la UBCM». El entrenador Lambert conservó la columna vertebral del equipo, continuando seis jugadores de la temporada anterior, pero marchándose dos jugadores emblemáticos del club como Gautier Lemon y Damien Pistre. Al final de la temporada regular, el equipo terminó 5º, teniendo suerte en los emparejamientos de play-offs, ya que se enfrentó a clubes de menor nombre. El equipo eliminó primero en cuartos de final al Brissac Aubance Basket, luego en semifinales al SOM Boulogne-sur-Mer, para posteriormente derrotar en la final al CEP Lorient y conseguir el ascenso a la Pro B (2ª división del baloncesto francés) por 1ª vez en su historia.

### A las puertas del profesionalismo (desde 2018)
En su 1ª temporada en la Pro B, el C'Chartres tuvo el 13º presupuesto y la 15ª masa salarial de los 18 clubes de la Pro B. Con 7 victorias en 34 partidos, el equipo quedó 18º y descendió a la NM1.
En la temporada 2019-2020, el equipo quedó 1º de su grupo en la 1ª fase (Grupo B) en la renovada NM1, teniendo la mayor diferencia de puntos anotados-puntos recibidos de entre los dos grupos. A finales de marzo, Du'Vaughn Maxwell fue elegido mejor jugador de la NM1, mejor extranjero, mejor defensor, mejor ala-pívot y, lógicamente, miembro del mejor quinteto. Asimismo, Yann Siegwarth fue elegido como el mejor jugador francés, mejor escolta y también en el mejor quinteto. Sébastien Lambert fue elegido mejor entrenador.
En la temporada 2020-2021, el equipo finalizó 4º del Grupo B de la NM1. Los play-offs se cancelaron debido a la pandemia de Covid-19, lo que dejó al C'Chartres sin la posibilidad de ascender a la Pro B.
Durante los 32avos de final de la Copa de baloncesto de Francia 2021-22, el CCBM fue el único club que derrotó a un rival de dos divisiones superiores, ESSM Le Portel Côte d'Opale (Jeep Elite) por 75-74. En la siguiente ronda (16avos de final), fue barrido por 101-62 por el CSP Limoges. Al mismo tiempo, el club fue eliminado en los octavos de final de la 3ª fase de la NM1 por el Cergy-Pontoise Basket Ball.
2º en la 1ª fase y en la 2ª fase de la NM1 2022-2023, el equipo volvió a ser eliminado en los octavos de final de la 3ª fase, esta vez por el Toulouse Basket Club, último club clasificado del grupo B.
En la temporada 2023-2024, el CCBM terminó 2º en la temporada regular de la NM1, siendo eliminados en cuartos de final de los play-offs por el Saint-Vallier Basket Drôme. En abril de 2024, el club inauguró su nuevo pabellón, Le Colisée, con capacidad para 4.186 espectadores. Tras la desaparición del Lille Métropole Basket y del Metropolitans 92, le fue ofrecida una plaza al club para disputar la Pro B, regresando de esta manera a la liga tras cinco años. En agosto de 2024, el club pasó a denominarse C’Chartres Métropole Basket.

## Trayectoria
| Temporada | Nivel | Liga  | Pos.         | G/P   | PL  | Resultado          |
| --------- | ----- | ----- | ------------ | ----- | --- | ------------------ |
| 2010-11   | 4     | NM2   | 1º           | 20-5  |     | Ascenso            |
| 2011-12   | 3     | NM1   | 14º          | 15-19 |     |                    |
| 2012-13   | 3     | NM1   | 11º          | 17-17 |     |                    |
| 2013-14   | 3     | NM1   | 14º          | 15-19 |     |                    |
| 2014-15   | 3     | NM1   | 5º           | 23-11 | 2-1 | Semifinales        |
| 2015-16   | 3     | NM1   | 10º          | 17-17 |     |                    |
| 2016-17   | 3     | NM1   | 9º           | 17-17 | 1-2 | Cuartos de final   |
| 2017-18   | 3     | NM1   | 5º           | 23-11 | 6-2 | Campeonesplay-offs |
| 2018-19   | 2     | Pro B | 18º          | 7-27  |     | Descenso           |
| 2019-20*  | 3     | NM1   | 1º (Grupo B) | 23-3  |     |                    |
| 2020-21   | 3     | NM1   | 4º (Grupo B) | 17-9  |     |                    |
| 2021-22   | 3     | NM1   | 5º (Grupo B) | 17-9  |     |                    |
| 2022-23   | 3     | NM1   | 2º (Grupo A) | 12-6  | 1-2 | Octavos de final   |
| 2023-24   | 3     | NM1   | 2º (Grupo A) | 11-7  | 3-2 | Cuartos de final   |

fuente:eurobasket.com
1. ↑  Ascendió a Pro B tras serle ofrecida una wild card debido a la desaparición del Lille Métropole Basket y del Metropolitans 92.

*La temporada fue cancelada debido a la pandemia del coronavirus.

## Palmarés
- NM2

-   -  Campeones (1): 2011

- NM3

-   -  Campeones (1): 2010
  -  Campeones Play-Offs (1): 2018

## Presidentes
| Período    | Presidente         |
| ---------- | ------------------ |
| 1998-2003  | Jean-Pierre Gouyer |
| 2003-2017  | Jean-Léon Piat     |
| Desde 2017 | Anthony Hermeline  |

## Entrenadores
| Período    | Entrenador          |
| ---------- | ------------------- |
| 1998-2002  | -                   |
| 2002-2012  | Zoran Durdevic      |
| 2012-2014  | Raphaël Gaume       |
| 2014-2016  | Philippe Namyst     |
| 2016-2022  | Sébastien Lambert   |
| Desde 2022 | / Moatassim Rhennam |

## Jugadores Destacados
| - Bennet Davis (2014-2016) - Zane Knowles (2018-2019) - Federico Uclés (2021-2022) - Will Felder (2017-2019) - Du'Vaughn Maxwell (2019-2021) - Jonathan Mitchell (2016-2017) - Jason Rowe (2014-2015) - Anthony Smith (2022-2023) - Benjamin Smith (2015-2016) - Kevin Bichard (2016-2019) - Patrick Clerence (2016-2022) - Harry Disy (2016-2018) |  | - Jeremy Ricard-Dorigo (2016-2018, 2022-2024) - Gautier Lemon (2007-2017) - Guillaume Merie (2009-2014) - Marc-Antoine Pellin (2022-2024) - Damien Pistre (2013-2017) - Anthony Racine (2017-2019) - Olivier Romain (2016-2021) - Yann Siegwarth (2019-2023) - Vaidotas Pridotkas (2014-2016) - Mantas Ruikis (2016-2018) - Malick Badiane (2013-2014) - Ljubomir Avramović (2009-2013) - Dejan Sencanski (2019-2022) - / Kamel Ammour (2019-2021) - / Kakou Kouame (2023-2024) |  | - / Max Kouguere (2023-) - / Gide Noël (2022-2023) - / Arnette Hallman (2013-2014) - / Michael Craion (2022-2023) - / Adam Sollazzo (2018-2019) - / Mezie Offurum (2023-2024) - / Jaysean Paige (2018-2019) - / Moustapha Diarra (2017-2018, 2019-2021) - Milan Vasić (2007-2013) |